# Christian A. Pohl
Christian A. Pohl (* 8. Mai 1975 in Stuttgart) ist ein deutscher Pianist, Klavierpädagoge und Autor. Als Professor für Klavier und Klaviermethodik lehrt er an der Hochschule für Musik und Theater „Felix Mendelssohn Bartholdy“ Leipzig.

## Leben
Das Musikstudium absolvierte Pohl an der Hochschule für Musik Freiburg im Fach Klavier bei Felix Gottlieb, einem Schüler von Alexander Goldenweiser und Emil Gilels, im Fach Instrumentalpädagogik bei Anselm Ernst und im Fach Klaviermethodik bei Betty Vergara-Pink. Vor dem Studium besuchte er das humanistische Georgii-Gymnasium in Esslingen am Neckar und machte das C-Examen an der Katholischen Hochschule für Kirchenmusik Rottenburg. In seiner Jugend wurde er von Markus Stange unterrichtet, einem Schüler Jürgen Uhdes.
Konzerte und Meisterkurse führten ihn nach Spanien, Frankreich, Tschechien, Ägypten, China, Japan und in die Schweiz. Er konzertiert sowohl solistisch als auch kammermusikalisch und liedgestalterisch. Zu seinen Kammermusikpartnern zählten unter anderem Felix Gottlieb, Aitzol Ituriagagoitia, Elsa Grether, Christoph Henkel, Daishin Kashimoto, Phillip Roy sowie Mitglieder der Staatskapelle Dresden und der Wiener Philharmoniker.
1990 begann Pohl mit einer privaten, später institutionellen Lehrtätigkeit. Von 2001 bis 2009 lehrte er an der Hochschule für Musik in Freiburg und in den Jahren 2002 bis 2008 an der Hochschule für Musik und Darstellende Kunst in Stuttgart.
Als Juror wirkt er mit bei nationalen und internationalen Musikwettbewerben. Im Jahr 2009 wurde Pohl zum Professor für Klavier und Klaviermethodik an die Hochschule für Musik und Theater „Felix Mendelssohn Bartholdy“ in Leipzig berufen. Er leitet dort eine internationale Klavierklasse und die Klaviermethodikausbildung.
In den Jahren 2000 und 2005 war er Mitbegründer der Internationalen Klavierakademie Murrhardt und der Internationalen Kammermusikakademie Gengenbach. 2011 rief er die „Leipziger Klaviermethodikseminare“ ins Leben und ist seit 2012 Direktor der „Internationalen Mendelssohn-Akademie Leipzig“.
Meisterkurse und Seminare führen ihn neben zahlreichen Städten in Deutschland auch ins europäische und außereuropäische Ausland, in den vergangenen Jahren etwa nach Tokio, Peking, Shanghai, Wien, Jerusalem, Hannover, Berlin, München, Stuttgart, Frankfurt, Zwickau, Dresden, Leipzig, Chemnitz unter anderem an Institutionen wie die Universität für Musik und darstellende Kunst Wien, die Musikakademie der Hebräischen Universität Jerusalem oder auch das Central Conservatory of Music Beijing.
2014 wurde er für den vom Sächsischen Staatsministerium für Wissenschaft und Kunst ausgeschriebenen „Sächsischen Lehrpreis“ nominiert.
Er war Mitglied des Senats und leitete von 2015 bis 2021 als Studiendekan die Fachrichtung Klavier/Dirigieren an der Hochschule für Musik und Theater „Felix Mendelssohn Bartholdy“ Leipzig.
Seit 2022 ist er Direktor der Internationalen Klavierakademie Murrhardt. Seit 2017 ist er Autor im Verlag Edition Peters. Im April 2022 erschien sein Buch „Klaviermethodik“ in der Edition Peters.

## Publikationen
- Klaviermethodik. Edition Peters EP 11511
- Technique of Positioning. In: Birgit Matzerath (Hrsg.): Music, Education, Humanity. A Festschrift honouring Seymour Bernstein on the occasion of his 75th Birthday. Hudson River Press, New York 2002.
- Mentales Üben. In: Ulrich Mahlert (Hrsg.): Handbuch Üben. Grundlagen, Konzepte, Methoden. Breitkopf & Härtel, Wiesbaden 2006, ISBN 3-7651-0314-4.
- Hören, Erkennen, Verbessern. „Aufgabenorientiertes Üben“ mit Hilfe von Tonaufnahmen. In: Üben und Musizieren. Zeitschrift für Instrumentalpädagogik und musikalisches Lernen, Jg. 25 (2008), Heft 3, S. 30–33, ISSN 0174-6065.